# West Ham United F.C.

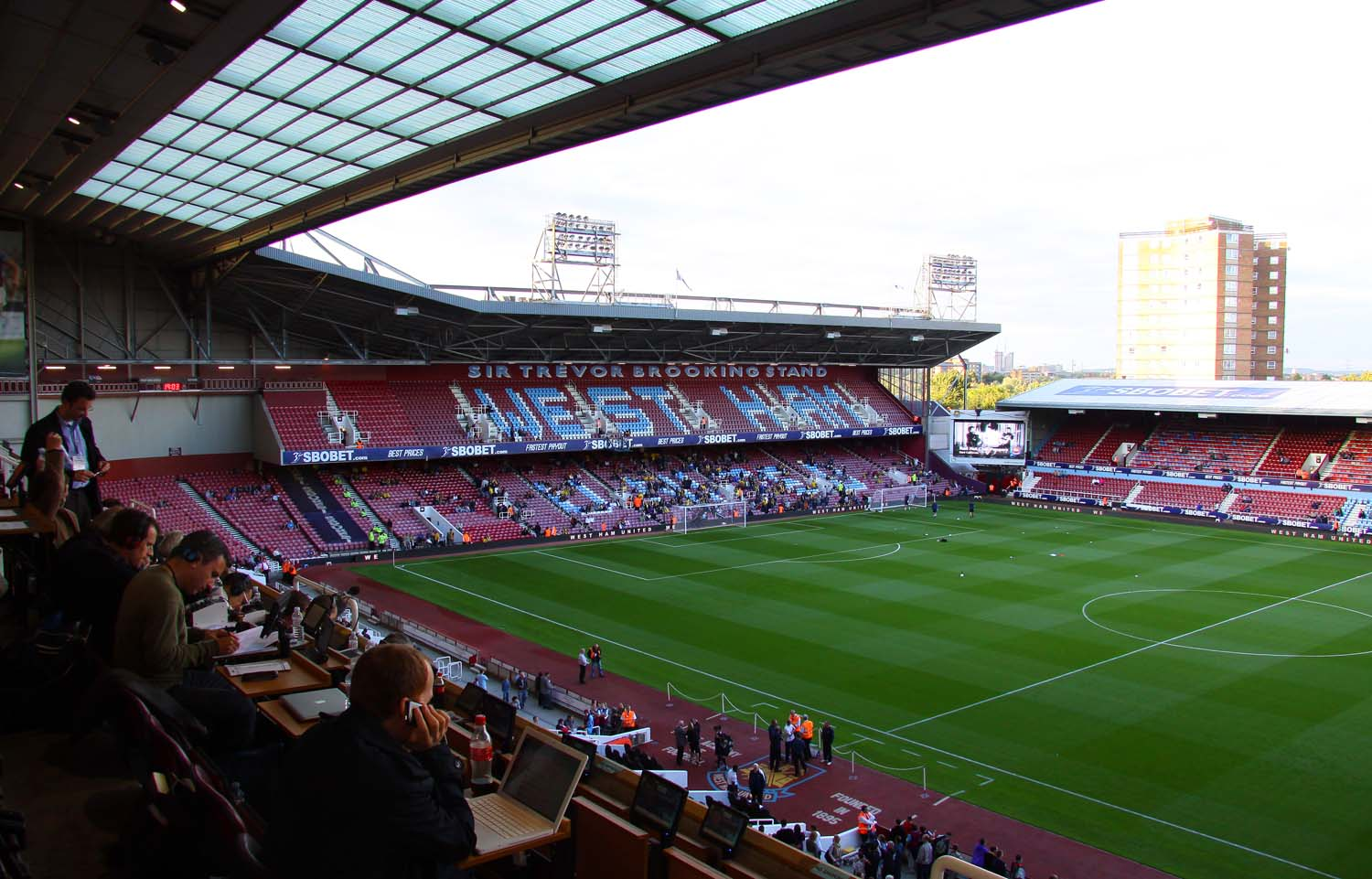
Widok na The Sir Trevor Brooking Stand ze stanowisk komentatorskich

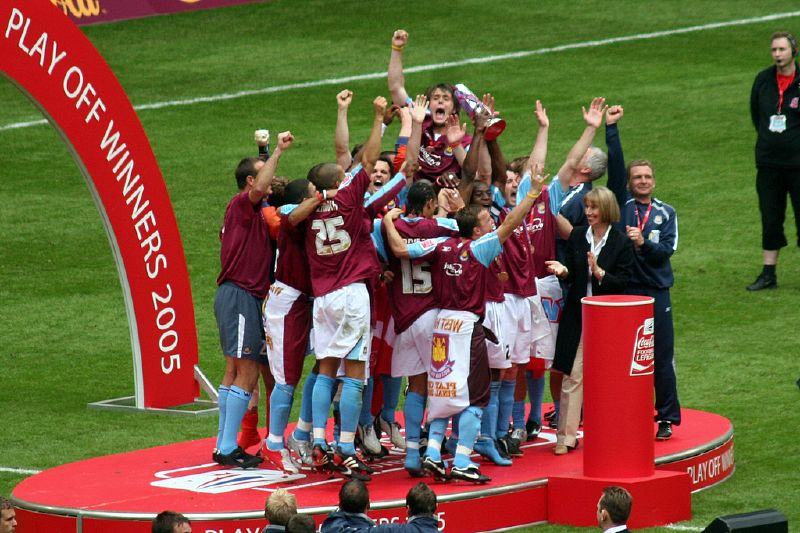
Zawodnicy klubu (2005)

West Ham United Football Club – angielski klub piłkarski z siedzibą w Londynie. Swoje mecze rozgrywa na London Stadium. Wcześniej klub nosił nazwę Thames Ironworks, a od 1900 roku nazywa się West Ham United F.C. Tradycyjnie klub gra w bordowo niebieskich koszulkach i białych spodenkach. Początkowo zespół grał w Southern League i Lidze Zachodniej przed przystąpieniem do Football League w 1919 roku. Drużyna może pochwalić się trzykrotnym triumfem w Pucharze Anglii.
W sezonie 2022/23 występuje w Premier League. Do największych sukcesów klubu należą Puchar Zdobywców Pucharów zdobyty w 1965 roku oraz Puchar Intertoto zdobyty w 1999 roku. W 2023 roku West Ham wygrał również Ligę Konferencji Europy UEFA po zwycięstwie 2:1 nad włoską Fiorentiną.

## Historia

### Początki
Został założony w Londynie w 1895 pod nazwą Thames Ironworks Football Club, gdyż działał przy hucie żelaza obok Tamizy. The Hammers w 1896 dołączyli do Ligi Londynu, a dwa lata później przystąpili do zawodowej Southern League Second Division. Ze względu na zmianę przepisów, w myśl których klub nie mógł być związany z żadnym przedsiębiorstwem, 5 lipca 1900 zespół ze wschodniego Londynu przekształcił się w West Ham United FC.
West Ham United od 1904 roku rozgrywał swoje spotkania na stadionie Boleyn Ground, który może pomieścić 35 647 osób. Od sezonu 2016/2017 mecze zespołu rozgrywane są na Stadionie Olimpijskim.
Klub formalnie istnieje od 1900 roku, ale w rzeczywistości funkcjonuje od 1895 roku, kiedy występował pod szyldem Thames Ironworks F.C., który powstał na pozostałościach zbankrutowanego klubu Old Castle Swifts F.C. (założonego w 1892 r.)

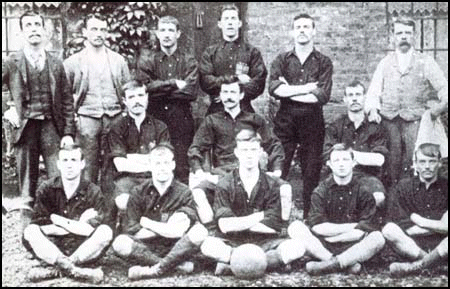
Założyciele drużyny – 1885 rok.

Grupa kibiców-chuliganów tego klubu, Inter City Firm, była jedną z najbrutalniejszych w Londynie i całej Anglii. Nazwę swą obrała od pociągów InterCity, którymi podróżowali za swoją drużyną. Jednym z przywódców grupy był Cass Pennant autor kilku książek dotyczących angielskich chuliganów, była grupa chuliganów stała się również inspiracją dla reżyserów filmowych dzięki czemu powstał film Green Street Hooligans.

### Charlie Paynter (1932-1950)
W 1932 roku Syd King został zwolniony z funkcji menedżera. 59-latek był pogrążony w alkoholizmie i z tego też powodu zmarł kilka miesięcy później.
Jego następcą został mianowany dotychczasowy asystent Charlie Paynter, który po 35 latach pracy w klubie na rozmaitych pozycjach doczekał się swojej szansy poprowadzenia zespołu, ale początek nie był dla niego udany, gdyż już w pierwszym sezonie samodzielnej pracy znalazł się z zespołem w strefie spadkowej i od tego czasu West Ham nie potrafił awansować do Division One aż do 1958 roku.
Sytuacja ta zmusiła Payntera do przebudowy zespołu. Menedżer The Hammers inwestował spore pieniądze w politykę młodzieżową, a do tego starał się unikać sprowadzania graczy z innych zespołów. Jego plany legły w gruzach po wybuchu II wojny światowej (on sam był zwolniony ze służby z powodu swojego podeszłego wieku). W 1940 zespół prowadzony przez Payntera zwyciężył w pierwszej edycji War Cup pokonując w finale Blackburn Rovers 1-0.

### Ted Fenton (1950-1962)
Ted Fenton został sprowadzony do klubu w 1948 roku, aby pomóc Paynterowi odbudować zespół po wojnie. Wcześniej Fenton występował dla West Hamu w latach 1934–1946. W 1950 został następcą Charliego Payntera, który postanowił przejść na emeryturę. Fenton przez cały okres pracy w klubie namawiał swoich piłkarzy aby po zakończeniu kariery zajęli się trenerką. Na zmianach w klubie, również skorzystała akademia, która podobnie jak pierwszy zespół brała udział w poza rutynowym szkoleniu.
West Ham powoli, lecz sukcesywnie rozwijał się z sezonu na sezon, dzięki czemu w 1958 roku zespół Fentona zdołał wrócić do Division One.

### Wielkie lata w historii klubu

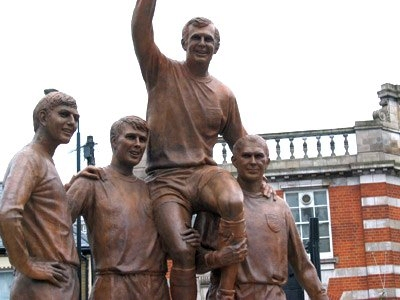
Pomnik mistrzów świata z 1966 przed stadionem West Ham United. Stoją od lewej: Martin Peters, Geoff Hurst, Bobby Moore i Ray Wilson.

W 1962 stanowisko nowego menedżera objął Ron Greenwood. W pierwszym sezonie pracy zajął z klubem 6. miejsce. Ustabilizował on zespół i w 1964 zdołał wygrać wraz z drużyną rozgrywki FA Cup, pokonując w finale Preston North End 3-2. Kolejnym wielkim sukcesem było zdobycie Pucharu Zdobywców Pucharów. W kolejnym sezonie West Ham awansował do finału Pucharu Ligi Angielskiej, lecz górą okazali się piłkarze West Bromwich Albion. Przez następnych kilka sezonów Greenwood systematycznie wprowadzał do klubu młodych zawodników takich jak: Billy Bonds, Trevor Brooking, Frank Lampard Senior, Clyde Best, John Mcdowell, Alan Sealey oraz Bobby’ego Fergusona.
W 1975 West Ham po raz drugi w historii sięgnął po Puchar Anglii. W finale The Hammers zmierzyli się z Fulham, w barwach którego występował Bobby Moore. Młoty zwyciężyły po dwóch golach Alana Taylora.
W reprezentacji Anglii, która zdobyła mistrzostwo świata w 1966 grało trzech piłkarzy West Hamu: Martin Peters, Geoff Hurst i Bobby Moore. Ich pomnik w towarzystwie Raya Wilsona z Evertonu – wzorowany na fotografii wykonanej po finale – stoi przed stadionem „Młotów”. Wszyscy występowali w podstawowym składzie drużyny, Hurst (3) i Peters (1) zdobyli bramki w meczu finałowym z Niemcami, a Moore był kapitanem reprezentacji, który odebrał Złotą Nike.

### 1975-2000
Następcą Greenwooda został mianowany John Lyall, który poprowadził West Ham do finału Pucharu Zdobywców Pucharów, gdzie jego drużyna uległa Anderlechtowi 4-2. Dwa lata później klub spadł do Second Division. W 1980 poprowadził drużynę do triumfu w Pucharze Anglii. Rok później klub powrócił do First Division, oraz awansował do finału Pucharu Ligi Angielskiej, przegrywając z Liverpoolem. W sezonie 1985/1986 klub zajął 3. miejsce, najwyższe w historii klubu. Trzy lata później Lyall został zwolniony ze swojego stanowiska po kolejnym spadku z First Division. Miejsce Lyalla zajął Lou Macari, który w West Hamie pracował niespełna osiem miesięcy. Nowym menedżerem został Billy Bonds. Drużyna prowadzona przez Bondsa w drugim sezonie jego pracy awansowała do Premier League, gdzie zajęła ostatnie miejsce i znowu spadła do niższej ligi. Po roku przerwy ponownie wrócili do Premiership, zajmując 13. lokatę na koniec rozgrywek. W kolejnym sezonie drużynę poprowadził Harry Redknapp. W sezonie 1998/1999 drużyna zajęła 5. miejsce w Premier League i po raz pierwszy w historii ligi odmówiono uczestnictwa w europejskich pucharach. Młoty odniosły zwycięstwo w Pucharze Intertoro, co pozwoliło na awans do Pucharu UEFA. 9 maja 2001 Redknapp został zwolniony z funkcji menedżera. Powodem prawdopodobnie był konflikt z właścicielami drużyny.

### Glenn Roeder (2001-2003)
W 2001 roku klub zatrudnił na stanowisko menedżera Glenna Roedera. Roeder sprowadził do klubu 2 nowych zawodników. Byli to Tomáš Řepka i Don Hutchison. Przed sezonem kontuzji doznali podstawowi zawodnicy Młotów. Kibice szybko domagali się zwolnienia Roedera, a zwłaszcza po przegranych spotkaniach w Premier League z Evertonem (5-0) i Blackburn (7-1). West Ham zakończył sezon na siódmym miejscu i od gry w europejskich pucharach dzieliło ich zaledwie jedno miejsce. Różnica punktów między siódmym West Hamem, a szóstą Chelsea wyniosła 12 punktów.
Latem 2002 roku do klubu dołączył Gary Breen. W klubie znów pojawiło się kilka poważnych kontuzji, które wykluczyły podstawowych zawodników. W styczniu West Ham poszukiwał wzmocnień. Nowymi zawodnikami zostali: Les Ferdinand i Rufus Brevett. W kwietniu 2003 klub na trzy kolejki przed końcem poprowadzić musiał Trevor Brooking, ponieważ u Roedera zdiagnozowano guza mózgu. Klub pomimo 42 punktów nie utrzymał się w Premier League. Po sezonie z funkcji trenera zwolniono Roedera.

### Alan Pardew (2003-2006)
Tymczasowe obowiązki po zwolnieniu Roedera przejął Trevor Brooking. Niedługo później menedżerem klubu został Alan Pardew. W zespole pojawiło się 15 nowych zawodników. Na koniec sezonu drużyna zajęła 4 miejsce. W finałowym meczu play-off West Ham musiał uznać wyższość Crystal Palace. W kolejnej kampanii West Ham zajął 6 miejsce. Klub awansował do meczów play-off o Premier League i dotarł do finału, gdzie pokonał Preston North End 1-0 po golu Bobby'ego Zamory. W nowym sezonie West Ham spisywał się nadzwyczaj dobrze, a na koniec sezonu uplasował się w górnej części tabeli. W tym sezonie klub wydał także rekordową sumę za piłkarza. Za 7 mln funtów sprowadzono Deana Ashtona. Po porażce w styczniu z Chelsea klub kontynuował dobrą passę. Zanotowali siedem zwycięstw z rzędu, w tym wygrany mecz 3-2 z Arsenalem. Było to pierwsze zwycięstwo West Hamu na Highbury Stadium od 1995 roku. 23 kwietnia 2006 West Ham w półfinale Pucharu Anglii pokonał Middlesbrough F.C. 1-0 i po raz pierwszy od 1980 roku awansował do finału tych rozgrywek. W finałowym meczu uległ Liverpoolowi. Rozgrywki zakończyli na 9 miejscu. 31 sierpnia 2006 do klubu niespodziewanie dołączyli Carlos Tévez i Javier Mascherano. West Ham odpadł w pierwszej rundzie eliminacji do Pucharu UEFA. Za sprawą słabych wyników z funkcji trenera zwolniono Alana Pardew. Jego następcą został Alan Curbishley.
21 listopada West Ham United poinformował, że osiągnął porozumienie z islandzkim konsorcjum, na czele którego stał biznesmen Eggert Magnusson. Klub ze wschodniego Londynu trafił w ręce Islandczyków za 85 milionów funtów.

### 2006-2011
13 grudnia 2006 Curbishley oficjalnie został trenerem klubu. Pod wodzą nowego menedżera Młoty pokonały Manchester United. W styczniu 2007 roku Curbishley stanął przed ciężkim zadaniem związanym z otwarciem okienka transferowego. West Ham będąc w ciężkiej sytuacji był zmuszony do przeprowadzenia kilku transferów. Jako pierwszy na Upton Park trafił skrzydłowy Fulham Luis Boa Morte. Chwilę potem kontrakt z zespołem podpisał Walijczyk Nigel Quashie. Do ekipy Młotów trafili Calum Davenport z Tottenhamu (wcześniej grał w zespole The Hammers na wypożyczeniu) i kapitan Blackburn Rovers Lucas Neill. Australijczyk oprócz oferty ze wschodniego Londynu mógł trafić do Liverpoolu, ale zdecydował się wybrać znacznie korzystniejszą finansowo propozycję. Linię ataku wzmocnił Kepa Blanco z Sevilli, który miał zapełnić lukę po Ashtonie i Tevezie, którzy w tym okresie byli kontuzjowani. W końcowej fazie sezonu West Ham wygrał siedem na dziewięć spotkań w angielskiej lidze. W ostatniej kolejce drużyna West Hamu musiała pokonać Manchester United, aby pozostać w Premier League. Ostatecznie Młoty pokonały Czerwone Diabły 1-0 i zajęły 15 miejsce. Po utrzymaniu w Premiership Alan Curbishley zaczął budować skład na przyszły sezon. Z klubu odeszło kilku kluczowych zawodników, którzy stanowili o sile drużyny. Upton Park opuścili Josi Benajun (Liverpool), Paul Konchesky (Fulham), Nigel Reo-Coker, Marlon Harewood (Aston Villa) oraz Carlos Tévez (Manchester United). West Ham pozyskał takich piłkarzy jak Scott Parker (7 mln funtów), Kieron Dyer (6 mln funtów) i Nolberto Solano (za darmo). Cała trójka w poprzednim sezonie występowała w Newcastle United. Oprócz nich do wschodniego Londynu trafili Julien Faubert (6 mln funtów z Bordeaux), Freddie Ljungberg (2 mln funtów z Arsenalu), Richard Wright (za darmo z Evertonu), Craig Bellamy (7.5 mln funtów z Liverpoolu) oraz Henri Camara na zasadzie rocznego wypożyczenia z Wigan Athletic. West Ham na koniec sezonu uplasował się na 10 pozycji w ligowej tabeli.
Na początku września Alan Curbishley zdecydował się zrezygnować z prowadzenia drużyny. Jego miejsce zajął Gianfranco Zola.
Pod wodzą Zoli Młoty zajęły 9 miejsce, choć jeszcze przed ostatnią kolejką miały szansę na grę w europejskich pucharach. Klub przeżywał mały kryzys finansowy podczas 2008 roku. Dzięki pomocy sponsora SBOBET klub otrzymał trochę pieniędzy i zakupił Alessandro Diamantiego oraz Guillermo Franco. W sezonie 2009/2010 The Hammers zajęli 17 miejsce w tabeli. W styczniu 2010 nastąpiła zmiana właścicieli klubu. Klub nabyli David Gold i David Sullivan. 11 maja 2010 roku klub poinformował o rozwiązaniu kontraktu z Zolą.
W dniu 3 czerwca 2010 Awram Grant podpisał z West Hamem 4-letni kontrakt. Na Upton Park trafili: Lars Jacobsen, Thomas Hitzlsperger, Frederic Piquionne oraz Victor Obinna. Rozgrywki drużyna Młotów zakończyła na ostatnim miejscu w tabeli z zaledwie 7 zwycięstwami w Premier League.

### 2011-2020

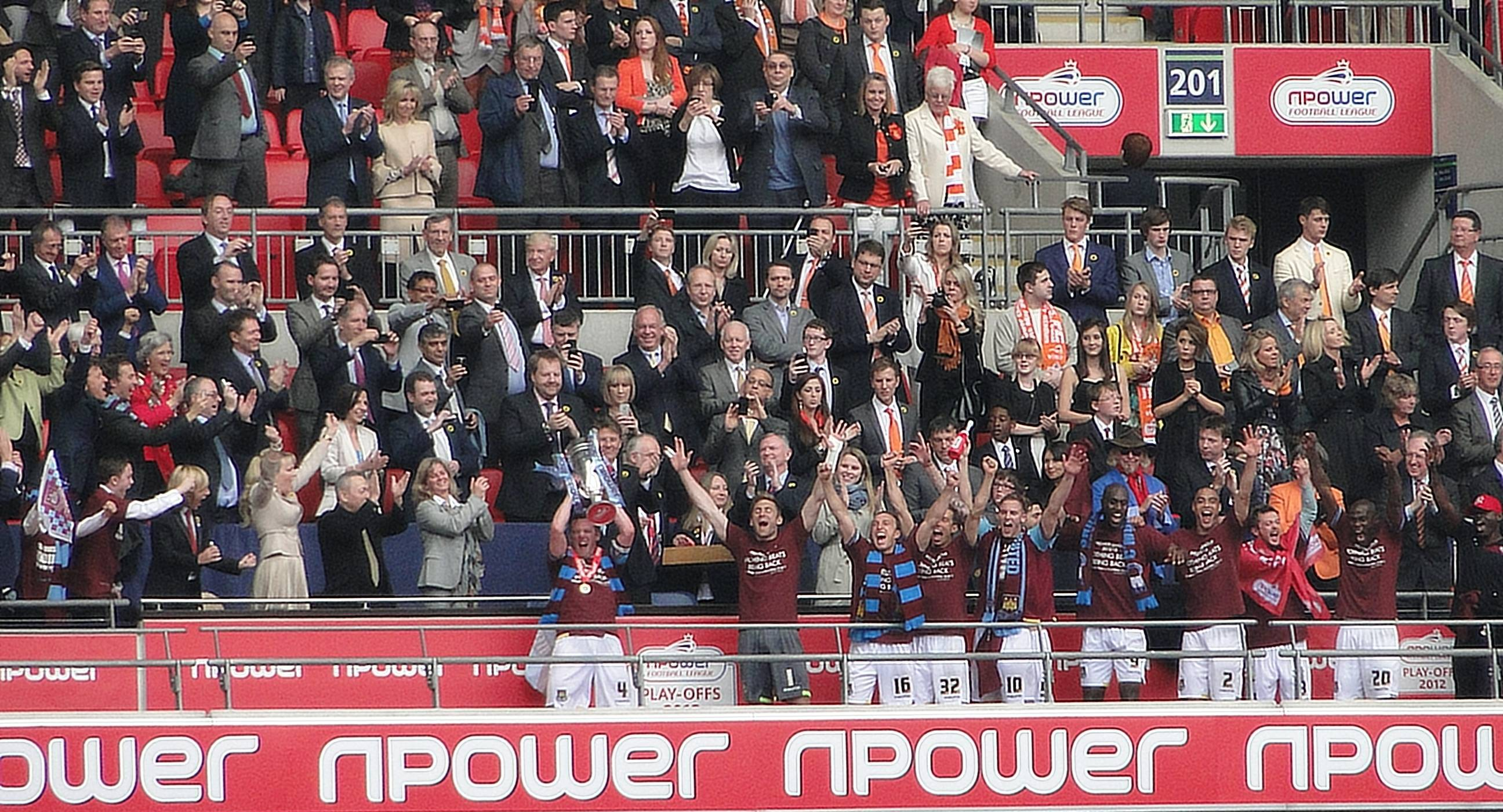
Piłkarze West Hamu po awansie do Premier League w 2012 roku.

W czerwcu 2011 nowym menedżerem został Sam Allardyce.
Rok później West Ham po wygranych barażach z Blackpool powrócił do Premier League. W zimowym okienku transferowym w 2013 klub wzmocnił swoją kadrę pozyskując Joe Cola i Chamakha. W letnim okienku transferowym 2013 do klubu dołączyli tacy piłkarze jak Andy Carroll, Stewart Downing i Adrián.
Sezon 2013/14 podopieczni Allardyce’a zakończyli na trzynastym miejscu w tabeli. W Pucharze Ligi Angielskiej Młoty odpadły w półfinale z Manchesterem City, przegrywając w dwumeczu 9-0, natomiast w rozgrywkach Pucharu Anglii odpadli już w pierwszej rundzie po przegranym 5-0 meczu z Nottingham Forest.
Przed startem nowego sezonu do klubu dołączyli: Mauro Zárate, Cheikhou Kouyaté, Aaron Cresswell, Diego Poyet, Enner Valencia, Carl Jenkinson (wypożyczenie), Diafra Sakho, Alex Song i Morgan Amalfitano. Przed 18 serią gier West Ham zajmował czwarte miejsce w tabeli, jednak druga część sezonu była znacznie słabsza i klub musiał zadowolić się jedynie trzynastą lokatą w tabeli.
West Ham awansował do rozgrywek Ligi Europejskiej w ramach przepisów fair-play, który daje prawo startu w tych rozgrywkach drużynie, która popełniła najmniej fauli i otrzymała najmniej kartek. Po sezonie pożegnano Sama Allardyce’a, ponieważ uznano, że klub ma inną koncepcję, oraz inny pomysł na grę.
9 czerwca 2015 nowym trenerem klubu został Slaven Bilić. Nowy trener Młotów postanowił kupić kilku nowych graczy. Do klubu dołączyli min: Stephen Hendrie, Darren Randolph, Pedro Obiang, Michail Antonio, Martin Samuelsen, czy skrzydłowy Dimitri Payet. Kontraktów nie otrzymali: Carlton Cole, Guy Demel, Jussi Jääskeläinen, Nenê, Dan Potts, Sean Maguire, oraz Paul McCallum.
2 lipca w pierwszym meczu kwalifikacyjnym do rozgrywek Ligi Europy Młoty pokonały Lusitanos 3-0. W rewanżu padł wynik 1-0 na korzyść West Hamu. 10 lipca 2015 potwierdzono transfer Angelo Ogbonny. W ostatnim dniu okna transferowego do klubu dołączyli: Nikica Jelavić, Alex Song i Victor Moses (obaj wypożyczenie). W swoim debiucie na ławce trenerskiej drużyna Bilicia pokonała Arsenal 2-0. Zaskakująca okazała się jednak walka w europejskich pucharach, gdzie drużyna nie awansowała do fazy grupowej.
W listopadzie 2017 klub znalazł się w strefie spadkowej Premier League. W reakcji na słabe wyniki, zarząd klubu podjął decyzję o zakończeniu współpracy ze Slavenem Biliciem. Oświadczenie w tej sprawie wydano 6 listopada 2017. Dzień później stanowisko trenera objął David Moyes, który opuścił klub tuż po zakończeniu sezonu, pomimo udanego utrzymania w Premier League. 22 maja 2018 menedżerem klubu został Manuel Pellegrini, który jednak nie spełnił pokładanych w nim nadziei i został zwolniony 28 grudnia 2019. Dzień później na wakujące stanowisko powrócił David Moyes.

### Od 2021
W sezonie 2022/2023 West Ham zakwalifikował się do Ligi Konferencji Europy UEFA. Wygrał tenże turniej, pokonując Fiorentinę 2:1 w finale, zdobywając swoje pierwsze duże trofeum od 1980 roku.

## Stroje klubowe

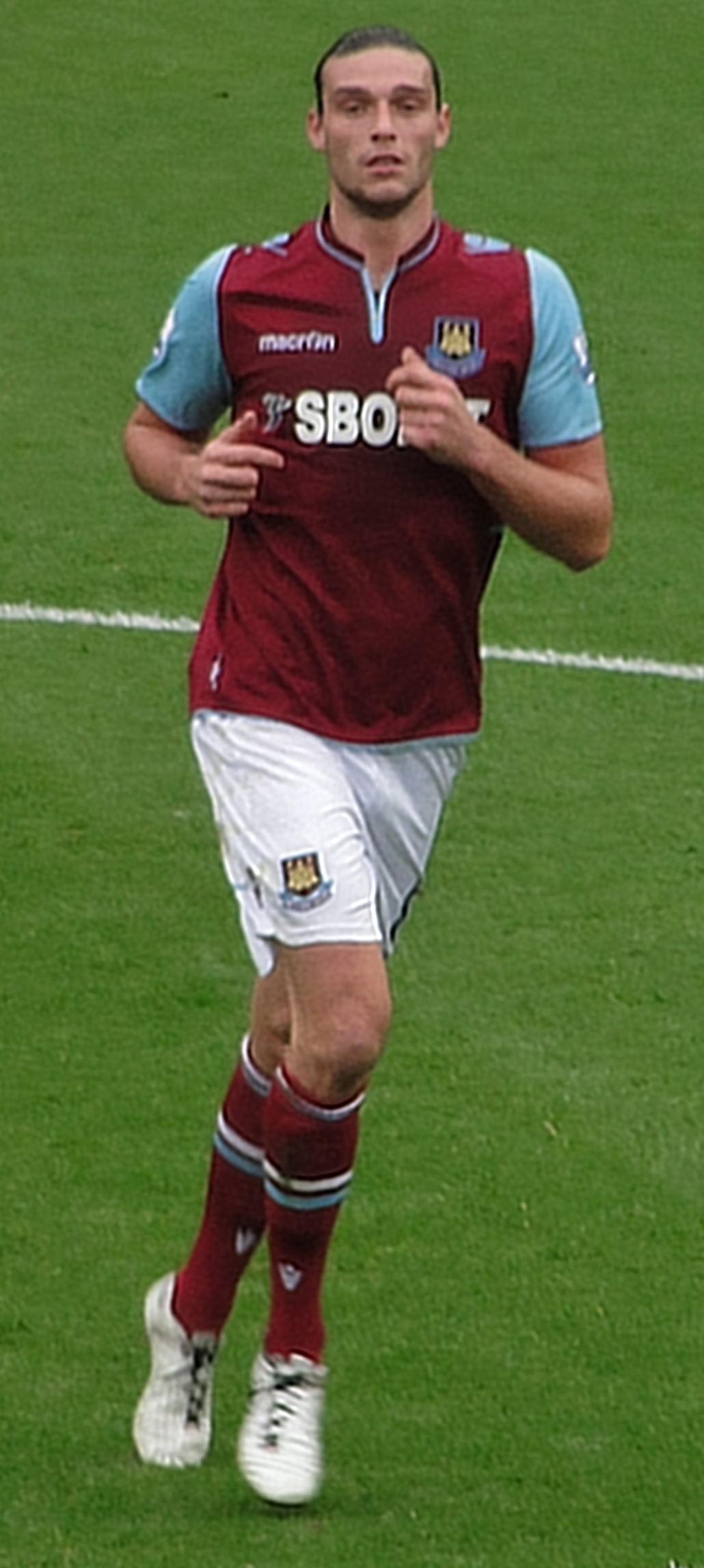
Andy Carroll w tradycyjnej koszulce West Hamu

Pod koniec XIX wieku w Londynie w Anglii powstawało bardzo dużo klubów piłkarskich. W 1895 roku powstał, również Thames Ironworks. Jego przywódcą był Arnold Hills.
Barwy klubu miały być ciemnoniebieskie dlatego, że Hills wielokrotnie na zawodach sportowych reprezentował Uniwersytet Oxfordu, który od dziesięcioleci przywdziewał ciemnoniebieskie stroje. Rok później na strojach pojawiła się flaga Wielkiej Brytanii, a od 1897 klub występował w niebieskich bluzach z czerwonymi getrami i niebieskimi spodenkami.
W czerwcu 1900 roku klub oficjalnie przestał istnieć. W jego miejsce powstał West Ham United, a Arnold Hills został jego nowym prezesem. Thames Ironworks Company za niewielką opłatą pozwoliła korzystać nowemu klubowi z obiektów sportowych. W 1901 roku niebieskie koszulki przecinał bordowy pas, a czerwone getry zamieniono na czarne. Dwa lata później nastąpiła zmiana strojów. Na przestrzeni lat klub zbytnio nie zmieniał strojów, aż do XX wieku.

## Stadiony
Od sezonu 2016/2017 drużyna swoje mecze rozgrywa na Stadionie Olimpijskim w Londynie, który mieści do 60 tysięcy kibiców. Wcześniej, West Ham domowe mecze rozgrywał na Boleyn Ground, który mógł pomieścić ok. 35 tysięcy widzów.

## Sukcesy
- Puchar Zdobywców Pucharów (1): 1965
- Puchar Intertoto UEFA (1): 1999
- Puchar Anglii (3): 1964, 1975, 1980
- Superpuchar Anglii (1): 1964
- Football League War Cup (1): 1940
- Mistrzostwa Anglii: 3. miejsce 1986
- Liga Konferencji Europy UEFA (1): 2023

## Klubowe rekordy
- Najwyższe zwycięstwo: 8:0 vs Sunderland AFC, 1968
- Najwyższa porażka: 2:8 vs Blackburn Rovers, 1963
- Najwięcej ligowych występów: Billy Bonds, 663
- Najwięcej bramek w lidze: Vic Watson, 306
- Najwyższa suma transferu (uzyskana): Declan Rice, 116,6 € milionów, Arsenal (lipiec 2023)
- Najwyższa suma transferu (wydana): Lucas Paquetá, 42,95 mln €, Lyon (29 sierpnia 2022)

### Sponsorzy
| Lata    | Sponsor   | Sponsor strojów |
| ------- | --------- | --------------- |
| 1976–80 | Admiral   | Brak            |
| 1980–83 | Adidas    | Brak            |
| 1983–87 | Adidas    | AVCO Trust      |
| 1987–89 | Scoreline | AVCO Trust      |
| 1989–93 | Bukta     | BAC Windows     |
| 1993–97 | Pony      | Dagenham Motors |
| 1997–98 | Pony      | Brak            |
| 1998–99 | Pony      | Dr. Martens     |
| 1999–03 | Fila      | Dr. Martens     |
| 2003–07 | Reebok    | Jobserve        |
| 2007–08 | Umbro     | XL.com          |
| 2008–10 | Umbro     | SBOBET          |
| 2010–13 | Macron    | SBOBET          |
| 2013–15 | Adidas    | Alpari FX       |
| 2015–   | Umbro     | Betway          |

## Zawodnicy

### Obecny skład
Stan na 14 sierpnia 2024.
| Nr | Poz. | Piłkarz                 |
| -- | ---- | ----------------------- |
| 1  | BR   | Łukasz Fabiański        |
| 3  | OB   | Aaron Cresswell         |
| 4  | OB   | Kurt Zouma (kapitan)    |
| 5  | OB   | Vladimír Coufal         |
| 7  | NA   | Crysencio Summerville   |
| 8  | PO   | James Ward-Prowse       |
| 9  | NA   | Michail Antonio         |
| 10 | PO   | Lucas Paquetá           |
| 11 | NA   | Niclas Füllkrug         |
| 14 | PO   | Mohammed Kudus          |
| 15 | OB   | Konstandinos Mawropanos |
| 17 | PO   | Luis Guilherme          |
| 18 | NA   | Danny Ings              |

| Nr | Poz. | Piłkarz           |
| -- | ---- | ----------------- |
| 19 | PO   | Edson Álvarez     |
| 20 | NA   | Jarrod Bowen      |
| 21 | BR   | Wes Foderingham   |
| 22 | PO   | Maxwel Cornet     |
| 23 | BR   | Alphonse Areola   |
| 24 | PO   | Guido Rodríguez   |
| 25 | OB   | Jean-Clair Todibo |
| 26 | OB   | Max Kilman        |
| 27 | OB   | Nayef Aguerd      |
| 28 | PO   | Tomáš Souček      |
| 29 | OB   | Aaron Wan-Bissaka |
| 33 | OB   | Emerson Palmieri  |
| 39 | PO   | Andy Irving       |

### Piłkarze na wypożyczeniu[35]
| Nr | Poz. | Piłkarz |
| -- | ---- | ------- |

### Zastrzeżone numery
| Nr | Poz. | Piłkarz                                       |
| -- | ---- | --------------------------------------------- |
| 6  | OB   | Bobby Moore (pośmiertny honor (1958–1974))    |
| 38 | NA   | Dylan Tombides (pośmiertny honor (2010–2014)) |

## Sztab szkoleniowy
Stan na 2 lipca 2018.
| Rola                                      | Imię i Nazwisko  |
| ----------------------------------------- | ---------------- |
| Trener                                    | David Moyes      |
| Asystent trenera                          | Rubén Cousillas  |
| Asystent trenera                          | Enzo Maresca     |
| Trener bramkarzy                          | Xavi Valero      |
| Trener przygotowania fizycznego           | Jose Cabello     |
| Asystent trenera przygotowania fizycznego | Felix Cao        |
| Naczelny lekarz i fizjoterapeuta          | Richard Collinge |
| Lekarz                                    | Sean Howlett     |
| Lekarz                                    | Richard Weiler   |
| Fizjoterapeuta                            | Dominic Rogan    |
| Dyrektor akademii                         | Terry Westley    |

## Trenerzy
- Syd King (1902–1932)
- Charlie Paynter (1932–1950)
- Ted Fenton (1950–1961)
- Ron Greenwood (1961–1974)
- John Lyall (1974–1989)
- Lou Macari (1989–1990)
- Billy Bonds (1990–1994)
- Harry Redknapp (1994–2001)
- Glenn Roeder (2001–2003)
- Alan Pardew (2003–2006)
- Alan Curbishley (2006–2008)
- Gianfranco Zola (2008–2010)
- Awram Grant (2010–2011)
- Sam Allardyce (2011–2015)
- Slaven Bilić (2015–2017)
- David Moyes (2017–2018)
- Manuel Pellegrini (2018-2019)
- David Moyes (od 2019)

## Europejskie puchary
Legenda do wszystkich tabel:
- Q – runda eliminacyjna, 1/16, 1/8, 1/4, 1/2 – odpowiednia faza rozgrywek, Grupa – runda grupowa, 1r gr – pierwsza runda grupowa, 2r gr – druga runda grupowa, F – finał, R – runda, PO – play-off
- k. – rzuty karne, los. – losowanie, Dogr. – dogrywka, w. – zasada bramek strzelonych na wyjeździe

| Sezon     | Rozgrywki                 | Runda   | Klub                  | Dom     | Wyjazd  | Ogólnie     |
| --------- | ------------------------- | ------- | --------------------- | ------- | ------- | ----------- |
| 1964/65   | Puchar Zdobywców Pucharów | 1R      | La Gantoise           | 1–1     | 1–0     | 2–1         |
| 1964/65   | Puchar Zdobywców Pucharów | 2R      | Sparta Praga          | 2–0     | 1–2     | 3–2         |
| 1964/65   | Puchar Zdobywców Pucharów | 1/4     | Lausanne Sports       | 4–3     | 2–1     | 6–4         |
| 1964/65   | Puchar Zdobywców Pucharów | 1/2     | Real Saragossa        | 2–1     | 1–1     | 3–2         |
| 1964/65   | Puchar Zdobywców Pucharów | F       | TSV 1860 Monachium    | 2–0 (N) | 2–0 (N) | 2–0 (N)     |
| 1965/66   | Puchar Zdobywców Pucharów | 2R      | Olympiakos SFP        | 4–0     | 2–2     | 6–2         |
| 1965/66   | Puchar Zdobywców Pucharów | 1/4     | Magdeburg             | 1–0     | 1–1     | 2–1         |
| 1965/66   | Puchar Zdobywców Pucharów | 1/2     | Borussia Dortmund     | 1–2     | 1–3     | 2–5         |
| 1975/76   | Puchar Zdobywców Pucharów | 1R      | Lahden Reipas         | 3–0     | 2–2     | 5–2         |
| 1975/76   | Puchar Zdobywców Pucharów | 2R      | Ararat Erywań         | 3–1     | 1–1     | 4–2         |
| 1975/76   | Puchar Zdobywców Pucharów | 1/4     | FC Den Haag           | 3–1     | 2–4     | 5–5, w.     |
| 1975/76   | Puchar Zdobywców Pucharów | 1/2     | Eintracht Frankfurt   | 3–1     | 1–2     | 4–3         |
| 1975/76   | Puchar Zdobywców Pucharów | F       | RSC Anderlecht        | 2–4 (N) | 2–4 (N) | 2–4 (N)     |
| 1980/81   | Puchar Zdobywców Pucharów | 1R      | Real Madryt Castilla  | 5–1     | 1–3     | 6–4         |
| 1980/81   | Puchar Zdobywców Pucharów | 2R      | Politehnica Timișoara | 4–0     | 0–1     | 4–1         |
| 1980/81   | Puchar Zdobywców Pucharów | 1/4     | Dinamo Tbilisi        | 1–4     | 1–0     | 2–4         |
| 1999      | Puchar Intertoto          | 3R      | Jokerit               | 1–0     | 1–1     | 2–1         |
| 1999      | Puchar Intertoto          | 1/2     | Heerenveen            | 1–0     | 1–0     | 2–0         |
| 1999      | Puchar Intertoto          | F       | FC Metz               | 0–1     | 3–1     | 3–2         |
| 1999/2000 | Puchar UEFA               | 1R      | NK Osijek             | 3–0     | 3–1     | 6–1         |
| 1999/2000 | Puchar UEFA               | 2R      | Steaua Bukareszt      | 0–0     | 0–2     | 0–2         |
| 2006/07   | Puchar UEFA               | 1R      | US Palermo            | 0–1     | 0–3     | 0–4         |
| 2015/16   | Liga Europy               | 1Q      | Lusitanos             | 3–0     | 1–0     | 4–0         |
| 2015/16   | Liga Europy               | 2Q      | Birkirkara            | 1–0     | 0–1     | 1–1, k: 5–3 |
| 2015/16   | Liga Europy               | 3Q      | Astra Giurgiu         | 2–2     | 1–2     | 3–4         |
| 2016/17   | Liga Europy               | 3Q      | NK Domžale            | 3–0     | 1–2     | 4–2         |
| 2016/17   | Liga Europy               | PO      | Astra Giurgiu         | 0–1     | 1–1     | 1–2         |
| 2021/22   | Liga Europy               | Grupa H | Dinamo Zagrzeb        | 0–1     | 2–0     | 1. miejsce  |
| 2021/22   | Liga Europy               | Grupa H | Rapid Wiedeń          | 2–0     | 2–0     | 1. miejsce  |
| 2021/22   | Liga Europy               | Grupa H | Genk                  | 3–0     | 2–2     | 1. miejsce  |
| 2021/22   | Liga Europy               | 1/8     | Sevilla               | 2–0     | 0–1     | 2–1, Dogr.  |
| 2021/22   | Liga Europy               | 1/4     | Olympique Lyon        | 1–1     | 3–0     | 4–1         |
| 2021/22   | Liga Europy               | 1/2     | Eintracht Frankfurt   | 1–2     | 0–1     | 1–3         |
| 2022/23   | Liga Konferencji Europy   | PO      | Viborg FF             | 3–1     | 3–0     | 6–1         |
| 2022/23   | Liga Konferencji Europy   | Grupa B | FCSB                  | 3–1     | 3–0     | 1. miejsce  |
| 2022/23   | Liga Konferencji Europy   | Grupa B | Silkeborg             | 1–0     | 3–2     | 1. miejsce  |
| 2022/23   | Liga Konferencji Europy   | Grupa B | Anderlecht            | 2–1     | 1–0     | 1. miejsce  |
| 2022/23   | Liga Konferencji Europy   | 1/8     | AEK Larnaka           | 4–0     | 2–0     | 6–0         |
| 2022/23   | Liga Konferencji Europy   | 1/4     | KAA Gent              | 4–1     | 1–1     | 5–2         |
| 2022/23   | Liga Konferencji Europy   | 1/2     | AZ Alkmaar            | 2–1     | 1–0     | 3–1         |
| 2022/23   | Liga Konferencji Europy   | F       | ACF Fiorentina        | 2–1 (N) | 2–1 (N) | 2–1 (N)     |
| 2023/24   | Liga Europy               | Grupa A | Olympiakos            | 1–0     | 1–2     | 1. miejsce  |
| 2023/24   | Liga Europy               | Grupa A | SC Freiburg           | 2–0     | 2–1     | 1. miejsce  |
| 2023/24   | Liga Europy               | Grupa A | FK TSC Bačka Topola   | 3–1     | 1–0     | 1. miejsce  |
| 2023/24   | Liga Europy               | 1/8     | SC Freiburg           | 5–0     | 0–1     | 5–1         |
| 2023/24   | Liga Europy               | 1/4     | Bayer 04 Leverkusen   | 1–1     | 0–2     | 1–3         |